# Seigneurie de Corbières
?–1375
Entités suivantes :
- Seigneurie de Vuippens
- Seigneurie de Bellegarde
- Châtellenie de Corbières

1326–1454
Entités précédentes :
- Seigneurie de Corbières

Entités suivantes :
- Comté de Gruyère

1554–1798
Entités précédentes :
- Comté de Gruyère

Entités suivantes :
- Sous-préfecture de Corbières

La seigneurie de Corbières est une seigneurie du canton de Fribourg en Suisse. En 1554, elle devient le bailliage de Corbières.

## Histoire

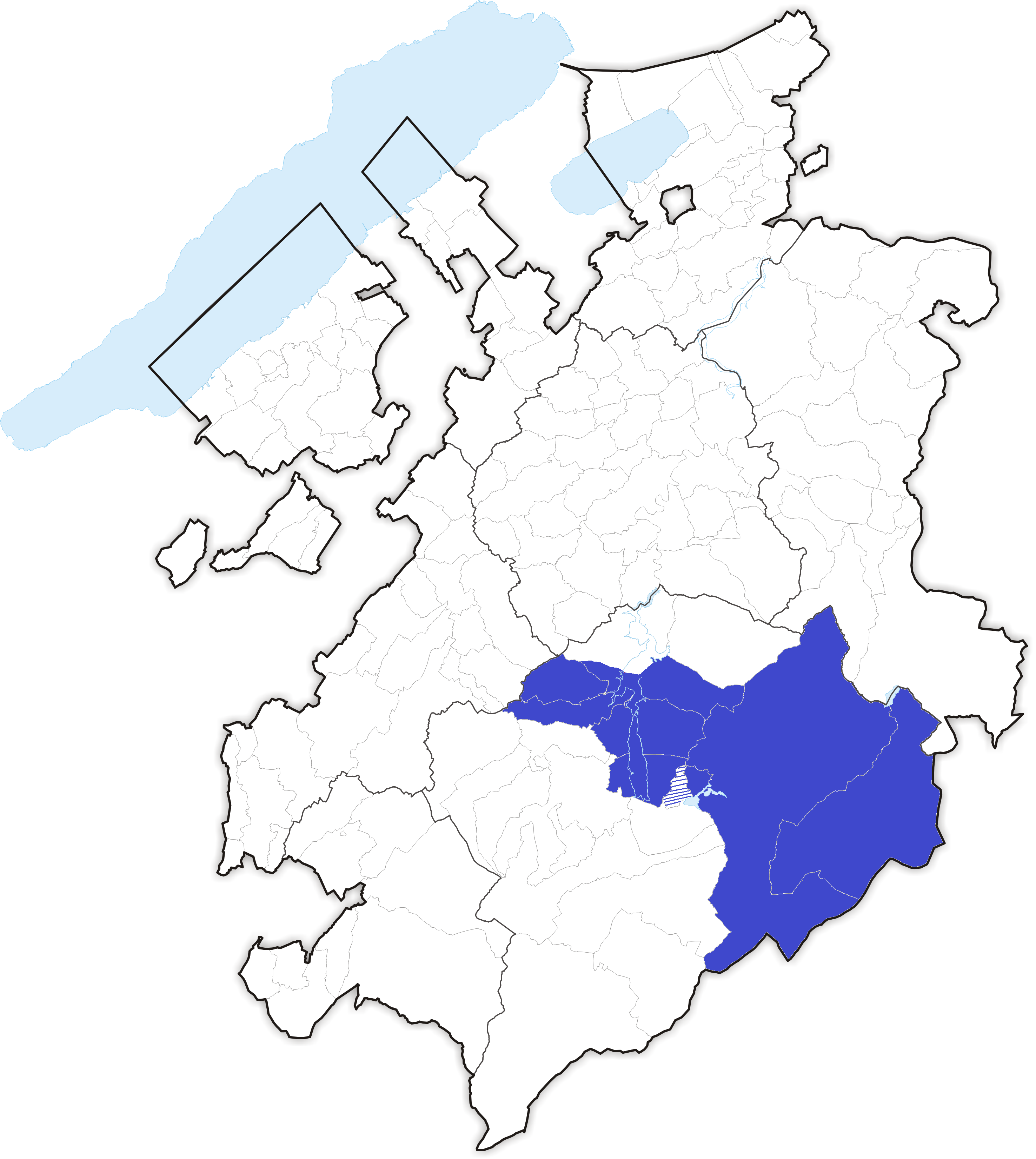
Carte de la seigneurie de Corbières avant le détachement de Vuippens

La date de la formation de la seigneurie est inconnue.
Les descendants de Guillaume de Corbières, Lietold et Guillaume II, vont participer à la fondation de l'abbaye d'Humilimont (sur la commune de Marsens) vers 1136. Avant 1200 ils fondent la ville de Corbières, puis Conon Ier et son frère Ulrich II, qui prendra le nom d'Ulrich de Vuippens et épousera Agnès de Grandson, se partageront l'héritage paternel pour fonder vers 1224/25 une seconde seigneurie : Vuippens.
En 1250, la seigneurie devient un fief de la maison de Savoie.
En 1249, le seigneur de Corbières Conon et son épouse Agnès divisent leurs possessions en trois domaines. L'aîné, Guillaume Ier, chevalier, reçoit la seigneurie de Corbières ainsi qu'une part du château, Girard Ier a la contrée et le val de Charmey avec le manoir qui y existe, Richard se voit confier la seigneurie et le fort de Bellegarde, le quatrième fils, Rodolphe, se voit remettre des fonds de terres à Villarsbeney, à Botterens et à Châtel-sur-Montsalvens,,.
En 1294 est édifiée la chartreuse de La Valsainte, au pied de la Berra non loin du torrent de Javro, par Girard Ier de Corbières, seigneur de Charmey, Richard son frère (bailli et avoué de Lausanne) et son neveu Guillaume de Corbières. Tous trois donnent à l'établissement le territoire dit "la vallée de Tous-les-Saints" ainsi que la forêt qui la borde.
Guillaume Ier de Corbières, chevalier, entré en possession de la seigneurie à la mort de son père, la transmet à ses deux fils Guillaume II et Henri, sa fille Marguerite, en épousant Perrod de Gruyères, fait devenir son époux co-seigneur de Corbières. De l'union de ces deux derniers naitra Isabelle, dame de Corbières, qui transmettra la co-seigneurie de Corbières à ses époux.
En 1359, Hugues de Grandmont, fils d'Isabelle de Gruyère, vend des droits directs sur Charmey au monastère de la Valsainte.
Marguerite hérite de la part d'Henri après le décès de celui-ci. Dans le même temps Girard Ier de Corbières, dit « du Charmey », cède à ses deux fils, Ulric et Girard II, le château de Charmey, l'avouerie (charge de la protection et de la représentation juridique d'une institution ecclésiastique) de l'église du lieu ainsi que diverses terres.
Ulrich décédé c'est son frère Girard II et sa première épouse Clémence, fille d'Henry de Marly qui recueille la totalité de la donation de son père Girard Ier du Charmey. 
Plus tard Girard II devait acquérir de Pierre IV de Gruyère, co-seigneur de Corbières, et de Rodolphe et Conon, fils de Richard de Corbières seigneur de Bellegarde, leurs possessions dans le val de Charmey, ceci avec le consentement  de Marguerite, fille de Pierre IV de Gruyère.
En 1319, les habitants de Charmey sont affranchis de la taille.
En 1326, Mermet de Corbières vend sa part de la seigneurie à Louis II de Vaud.
À la fin du XIVe siècle, la seigneurie est la propriété de deux familles : Isabelle de Châtillon et son fils Rodolphe de Corbières possèdent la part de la seigneurie vendue par Mermet de Corbières à Louis II de Vaud que Boniface de Châtillon, père d'Isabelle, a achetée et l'autre part est possédée par Geoffroy de Grandmont, fils d'Isabelle de Gruyère.
La première part est achetée par le comte de Savoie vers la fin de l'année 1375. En 1406, Amédée VIII de Savoie inféode la seigneurie de Corbières à son demi-frère Humbert de Savoie. Humbert de Savoie meurt en 1443 et ses terres reviennent au duc de Savoie. En 1454, le comte de Gruyère achète la châtellenie de Corbières. En 1536, les Bernois réclament l'hommage du comte Jean II de Gruyère pour la seigneurie de Corbières. Les Fribourgeois obtiennent des Bernois le droit de rachat et la souveraineté sur la seigneurie de Corbières.
En 1553, Fribourg entre en possession de la seigneurie. En 1554, la ville achète aux créanciers du comte Michel leurs droits sur la seigneurie.

## Châteaux
Un premier château est construit au XIe siècle ou au XIIe siècle. Un second château est construit au XIIIe siècle. Ce second est remplacé par le château baillival, érigé en 1560 et restauré en 1750.

## Fiefs
Plusieurs fiefs dépendent de la seigneurie, puis de la châtellenie. Le premier est le fief Syneveis, en possession de la famille du même nom. Il est vendu a Jean II de Gruyère en 1524.
Le fief de Villa, mentionné pour la première fois en 1379, est possédé par la famille du même nom, puis par diverses autres personnes par achat ou héritage. Le fief est composé de biens à Corbières, Vilarvolard, Villarbeney et Botterens. Jean II de Gruyère achète le fief en 1521 et le revend deux semaines plus tard au duc de Savoie. Le duc rétrocède le fief à Jean II en 1534. Le fief revient à la ville de Fribourg en 1554.
Le fief de Prez a pour origine le mariage de Philippa de Corbières avec Aymon de Prez, qui a probablement eut lieu avant 1377. Une partie du fief est vendu au monastère de la Valsainte et une autre partie passe par héritage à la famille Pavillard. Cette seconde partie est vendue à Fribourg en 1522.
Le fief Mayor appartient à la famille Mayor de Lutry. Il est situé à Corbières, Villarvolard, Villarbeney, Botterens et Hauteville. Une partie du fief est vendue à Michel de Gruyère en 1550.
Le fief Souter appartient d'abord à la famille Souter, puis à la famille Castella. Il est acheté en 1590 par Nicolas Alex. Le fief est situé à Corbières, la Sauge, Montasson, La Comba, à Part, au Ruz, à Hauteville, Villarvolard et Botterens.
Les autres fiefs sont : le fief d'Yllens et le fief des de Corbières.

## Châtelains et baillis
Les châtelains sont les suivants :
- 1316 : Henri de Schönenfels ;
- 1333 : Ulric d'Éverdes ;
- date inconnue : Henri de La-Roche ;
- 1350 : Perrod de Liaus ;
- date inconnue : Nicolas de Blonay ;
- 1373 : Girard de Corbières ;
- 1375-1379 : Jean de St.-Cierge ;
- 1390-1391 : Jean Souter ;
- 1391-1394 : Janin de Prez ;
- 1395-1403 : Rodolphe Vionnet ;
- 1403-1406 : Girard d'Estavayer ;
- 1411-1412 : Humbert de Rovéréa ;
- 1438-1442 : Etienne de la Vignier ;
- 1444-1454 : Mermet Christine ;
- 1456 : François de Cugy ;
- 1473 : Antoine de Gruyère-Aigremont ;
- 1476-1493 : Pierre Poncer ;
- 1522 : Guillaume de Gruyère-Aigremont ;
- 1538 : Jean de St.-Germain ;
- 1547 : François de Martine ;

Les baillis sont les suivants :
- 1554-1558 : Bartholomé Renault ;
- 1558-1563 : Hans Weck ;
- 1563-1568 : Hans Nuspengel ;
- 1568-1573 : Walther Heid ;
- 1573 : Hans Roginet le jeune ;
- 1574-1579 : Wilhelm Lanther ;
- 1579-1584 : Blasi Leimer ;
- 1584-1589 : Jacob Wehrly[29] ;
- 1589-1594 : Hans Ulrich Gottrouw ;
- 1594-1599 : Hans Keller ;
- 1599-1604 : Jacob Wehrly[29] ;
- 1604-1609 : Jean Reyff[30] ;
- 1609-1613 : Hans Quentzis ;
- 1613-1618 : Rodolphe Weck[31] ;
- 1618-1623 : Jost Brunisholz ;
- 1623-1628 : Jean-Louis Reyff ;
- 1628-1633 : Antoine Odet ;
- 1633-1635 : Jacques Wehrly ;
- 1635-1640 : Jean-Rodolphe Progin ;
- 1640-1645 : Nicolas de Diesbach ;
- 1645-1650 : Blaise Ræmy ;
- 1650-1655 : Pancrace Python ;
- 1655-1650 : François de Ligritz ;
- 1660-1665 : François-Nicolas Odet ;
- 1665-1670 : François-Pierre de Forel ;
- 1670-1675 : Petermann-Prothais Python ;
- 1675-1680 : Jean-Pierre Castella ;
- 1680-1685 : François-Ignace de Montenach ;
- 1685-1691 : Jean-Pierre von der Weid ;
- 1691-1696 : Jean-Pierre von der Weid, le jeune ;
- 1696-1701 : Jean Reynoldt ;
- 1701-1706 : Jost Python ;
- 1706-1711 : François-Rodolphe Possart ;
- 1711-1716 : Jean-Jacques von der Weid ;
- 1716-1721 : Joseph-Protais d'Alt ;
- 1721-1726 : Prothais-Emmanuel Fegely ;
- 1726-1731 : Béat-Nicolas de Montenach ;
- 1731-1736 : Charles de Montenach ;
- 1736-1741 : Nicolas Ræmy ;
- 1741-1746 : Jean-Antoine von der Weid ;
- 1746-1751 : François-Pierre Ræmy ;
- 1751-1756 : Béat-Nicolas-Augustin Muller ;
- 1756-1761 : François Tobie Raphael Castella[32] ;
- 1761-1766 : Balthasar Techtermann ;
- 1766-1771 : Antoine Procope de Gléresse[33] ;
- 1771-1776 : François-Pierre Castella ;
- 1776-1781 : Ignace de Reynold ;
- 1781-1786 : Nicolas de Montenach ;
- 1786-1791 : Joseph-Emmanuel de Maillardoz ;
- 1791-1796 : Pierre-Nicolas de Chollet ;
- 1796-1798 : Louis de Techtermann ;